# Staza (wieś)
Staza – wieś w Chorwacji, w żupanii sisacko-moslawińskiej, w gminie Sunja. W 2011 roku liczyła 220 mieszkańców.